# Хуснияров, Денис Нарисович
Дени́с Нари́сович Хусния́ров (род. 21 мая 1980, Пермь) — российский театральный режиссёр и педагог, номинант престижных театральных фестивалей, таких как «Золотая Маска». Выпускник Санкт-Петербургской государственной академии театрального искусства (СПГАТИ), где учился у Семёна Спивака. Работал главным режиссёром Театра на Васильевском и художественным руководителем театра «Мастеровые». С 2023 года возглавляет театр «СамАрт» в Самаре, продолжая ставить спектакли в других театрах.

## Биография
Денис Хуснияров родился 21 мая 1980 года в Перми. После окончания школы поступил в Пермский областной колледж искусств и культуры на факультет режиссуры массовых праздников и мероприятий. С 2002 по 2004 годы обучался в Пермском государственном институте искусств и культуры на факультете режиссуры любительского театра.
В 2009 году окончил актёрско-режиссёрский курс в Санкт-Петербургской государственной академии театрального искусства по специальности режиссёр драматического театра, где его наставником был народный артист России Семён Спивак. Дипломным спектаклем стала постановка «Жестокие игры» по пьесе Алексея Арбузова в Молодёжном театре на Фонтанке.
Профессиональный режиссёрский дебют состоялся в Театре на Васильевском со спектаклем «Веселенькая пьеса о разводе» по пьесе Эдварда Радзинского «Монолог о браке».
В 2011 году был назначен главным режиссёром камерной сцены Театра на Васильевском, где проработал до 2023 года, сотрудничая с ведущими драматическими театрами России и зарубежья.
С 2015 по 2021 год занимал должность главного режиссёра Русского драматического театра «Мастеровые» в Набережных Челнах, но покинул её из-за разногласий с администрацией театра.
С 2023 года — художественный руководитель театра «СамАрт» в Самаре. По его словам, цель его работы в театре — «сохранить лучшее из того, что было, и создать новый, не менее амбициозный театр». Театр вмещает до 800 зрителей.

## Главные постановки
Хуснияров называет театр «социально-гражданской терапией» и предпочитает ставить серьёзные драматические произведения. С 2009 по 2018 год поставил более 35 спектаклей в театрах Санкт-Петербурга, Москвы, Таллинна, Омска, Челябинска и других городов.
- 2010 год — «Веселенькая пьеса о разводе», по пьесе Эдуарда Радзинского «Монолог о браке»[8].
- 2011 год — «Самая счастливая» по пьесе Евгения Унгарда «День космонавтики»[9].
- 2012 год — «Бесприданница», Александр Островский[10]
- 2013 год — «Дом особого назначения», Эдуард Радзинский[11].
- 2014 год — «Глазами клоуна» Генрих Бёлль[12].
- 2015 год — «Одинокие» Герхарт Гауптман.[13]
- 2015 год — «Камень» Мариус фон Майенбург.[14]
- 2016 год — «Две дамочки в сторону Севера» Пьер Нотт.[15]
- 2016 год — «Ромул Великий» Фридрих Дюрренматт.[16]
- 2017 год — «Утиная охота» Александр Вампилов[17].
- 2018 год — «Петербург» Юлия Тупикина.[18]
- 2019 год — «Мертвые души Гоголя» Ася Волошина.[19]
- 2020 год — «Как Зоя гусей кормила» Светлана Баженова.[20]
- 2021 год — «Августовские киты» Дэвида Берри.[21]

- 2015 год — «Кроличья нора» Дэвида Линдси-Эбер.[22]
- 2016 год — «Карл и Анна» Леонгарда Франка.[23]
- 2016 год — «Ревизор» Николая Гоголь.[24]
- 2017 год — «Старики дураки» по пьесе А. Арбузова «Сказки старого Арбата».[25]
- 2018 год — «Мама» Аси Волошиной[26]
- 2018 год — «Старший сын» Александра Вампилова.[27]
- 2019 год — «Варшавская мелодия» Леонида Зорина.[28]
- 2019 год — «Три сестры» Антона Чехова.[29]

- 2009 год — «Жестокие игры» Алексея Арбузова, Молодёжный театр на Фонтанке (Санкт-Петербург)[30]
- 2010 год — «Осенняя скука» Николая Некрасова, Коми-пермяцкий национальный драматический театр им. М. Горького[31]
- 2010 год — «Жестокие игры» Алексея Арбузова, Коми-пермяцкий национальный драматический театр им. М. Горького[32]
- 2011 год — «Дон Жуан» Мольера, Новый драматический театр (Москва)[33]
- 2012 год — «День космонавтики» Евгения Унгарда, (Русский театр в Таллине)
- 2012 год — «Платонов. Живя главной жизнью», Андрея Платонова, лаборатория ON.ТЕАТР (Санкт-Петербург)[34]
- 2013 год — «В тени виноградника» Исаака Башевис-Зингера, Театр «Святая крепость», (Выборг)[35]
- 2013 год — «Пару дней и всё», В. Красовский, Этюд-Театр, (Санкт-Петербург)[36]
- 2014 год — «Лермонтов. Предчувствие» Пятый театр (Омск)[37]
- 2014 год — «Вадим» Михаил Лермонтов, Пензенский областной драматический театр имени А. В. Луначарского[38]
- 2015 год — «Когда падают горы» Чингиз Айтматов, Пятый театр (Омск)[39]
- 2015 год — «The Demons» Ларс Нужен, Театр им. Ленсовета (Санкт-Петербург)[40]
- 2016 год — «Ч/Б» по роману Рубена Гальего «Белое на чёрном» Театр Малыщицкого (Санкт-Петербург)[41]
- 2017 год — «Шинель Гоголя» пьеса Аси Волошиной по повести Николая Гоголя «Шинель», Челябинский академический театр драмы имени Наума Орлова[42]
- 2017 год — «Толстого нет» Ольги Погодиной-Кузьминой, Приют комедианта (Санкт-Петербург)[43]
- 2018 год — «Дьявол» Льва Толстого, Аси Волошиной, Краснодарский муниципальный молодёжный театр[44]
- 2018 год — «Отец Сергий» Льва Толстого, Ася Волошина, Курганский театр драмы[45]
- 2018 год — «Пять вечеров» Александра Володина, Челябинский театр драмы имени Наума Орлова[46]
- 2019 год — «Гроза» Александра Островского, Ивановский областной драматический театр[47]
- 2019 год — «Зыковы» Максима Горького, Русский академический театр драмы Башкортостана[48]
- 2019 год — «Эзоп» Гильерме Фигейредо, Альметьевский татарский государственный драматический театр[49]
- 2020 год — «В поисках утраченного времени. Свержение романа» Марселя Пруста, Александра Волошина, Большой драматический театр имени Г. А. Товстоногова[50]
- 2020 год — «Братья и сёстры» Веры Пановой, (пьеса Аси Волошиной), Театр на Таганке[51]
- 2020 год — «Дикая утка» Генрика Ибсена, Челябинский академический театр драмы имени Наума Орлова[52]
- 2021 год — «В поисках утраченного времени. Сюжеты» Марселя Пруста, Аси Волошиной, БДТ(Санкт-Петербург)[53]
- 2021 год — «Солнечная линия» Ивана Вырыпаева, Лысьвенский театр драмы им. Анатолия Савина[54]
- 2022 год — «Иванов» Антона Чехов, Театр юных зрителей имени А. А. Брянцева[55]
- 2022 год — «Дон Кихот» Алексея Житковского, Театр на Таганке (Москва)[56][57].
- 2022 год — «Отец» по пьесе «Последние» Максима Горького, Национальный молодёжный театр Башкортостана[58].
- 2024 год- «Воскресение» Алексея Житковского, СамАрт[59]
- 2024 год — «Симон» по одноимённому роману Наринэ Абгарян[60][61]

```
СамАрт
[
62
]
.
```

## Награды
За свою карьеру Денис Хуснияров получил множество премий и наград:
- 2009 год — Гран-при первого международного фестиваля «Апарт». «Жестокие игры» — лучший спектакль фестиваля[38].
- 2009 год — Лауреат в номинации «За работу режиссёра с актёром» за режиссуру отрывков по роману Фёдора Достоевского «Братья Карамазовы». Второй международный конкурс самостоятельных режиссёрских отрывков «Режиссёр и проза»[63].
- 2010 год — Специальный приз экспертного совета «За лучший дебют» (Сергей Яценюк — за роль Кая в спектакле «Жестокие игры»). Театральная премия «Золотой софит»[64].
- 2014 год — «Лучший молодой театральный режиссёр года» — спектакль «Платонов. Живя главной жизнью». Премия «Прорыв» (Санкт-Петербург)[65][66][65].
- 2015 год — на XII Международном фестивале русских театров России и зарубежных стран «Мост дружбы» (Йошкар-Ола) удостоен награды в номинации «Лучшая режиссёрская работа» за спектакль «Кроличья нора» Дэвида Линдси-Эбера[67].
- 2016 год — Приз Санкт-Петербургского общества зрителей «Театрал»-2015[68].
- 2017 год — победитель конкурсной программы фестиваля «Уроки режиссуры», проводимого в рамках I Биеннале театрального искусства[69].
- Номинант Российской национальной театральной премии и фестиваля «Золотая маска-2017»[70].
- 2017 год — На XIV Международном фестивале русских театров России и зарубежных стран «Мост дружбы» (Йошкар-Ола) удостоен награды в номинации «Лучшая режиссёрская работа» за спектакль «Ревизор» по пьесе Николая Гоголя[69].
- 2017 год — Гран-при III Межрегионального фестиваля «Волга театральная» (Самара) — спектакль «Карл и Анна» по повести Леонхарда Франка[69].
- 2018 год — вошёл в Long List самых заметных спектаклей сезона 2016—2017 по мнению экспертного совета Российской национальной театральной премии и фестиваля «Золотая маска 2018»[3].
- 2019 год — Гран-при IV Межрегионального фестиваля «Волга театральная» (г. Самара) — спектакль «Варшавская мелодия» по пьесе Леонида Зорина[69].
- 2021 год — номинация «Лучший спектакль малой формы»: «Товарищ Кисляков», режиссёр Денис Хуснияров, художник-сценограф Александр Мохов. Театр на Васильевском[71].